# Riffbrink
Riffbrink ist eine etwa 0,375 Hektar große, unbewohnte Insel im Südwesten des Greifswalder Boddens vor dem vorpommerschen Festland und der Insel Riems. Sie gehört zur Gemeinde Greifswald.
Die flache Boddeninsel ist ungefähr 150 Meter lang und bis zu 25 Meter breit. Sie liegt etwa 480 Meter vom Festland entfernt und 70 Meter von Riems.

## Nachweise
1. ↑  Geodatenviewer des Amtes für Geoinformation, Vermessungs- und Katasterwesen Mecklenburg-Vorpommern (Hinweise)